# ATV (Turcia)
ATV (stilizat ca atv) este un canal de televiziune din Turcia, deținut de Turkuvaz Media Group⁠(d).

## Istoric
Canalul ATV este fondat de omul de afaceri turc Dinç Bilgin⁠(d) din 12 iulie 1993.
ATV a trecut la formatul 16:9 widescreen începând cu 4 septembrie 2013. ATV ocupă locul 6 în lista canalelor YouTube din Turcia cu cei mai mulți abonați. Este, de asemenea, primul canal YouTube de televiziune din Turcia cu zece milioane de abonați.

## Seriale
- 2007–2009: Elveda Rumeli
- 2004–2009: Avrupa Yakası
- 2012: Son Yaz Balkanlar 1912
- 2012–2015: Karadayı
- 2018–2021: Beni Bırakma
- 2018–2022: Bir Zamanlar Çukurova
- 2019–2021: Hercai
- 2019: Kuruluș: Osman
- 2021: Kardeșlerim
- 2021: Destan
- 2022: Yalnız Kurt
- 2022: Bir Küçük Gün Ișığı
- 2022: Aldatmak
- 2022: Ben Bu Cihana Sığmazam
- 2023: Safir

## Logo-uri

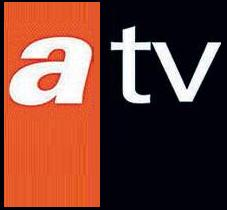
Logo-ul din 1993 până în 1998
Logo-ul din 2010 până în prezent
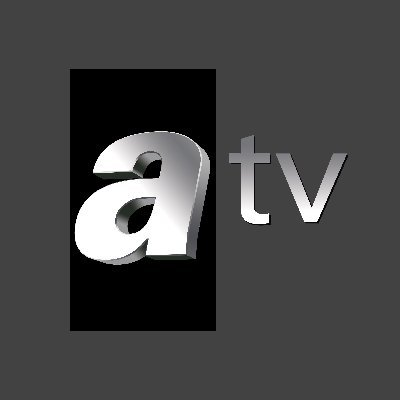
Logo-ul negru introdusă după tragedia de la cutremurului din 2023